# イーピー
イーピー（ep）は、東経110度CSデジタル放送の電波を使って、チューナー内のハードディスクに番組を蓄積し、視聴者が好きな時に視聴できるようにした蓄積型放送サービスである。
2004年4月に蓄積型サービスを終了、2007年には放送を終了している。

## 概要
2000年、松下電器産業（現・パナソニック）・東芝・ソニー・日立など14社で、eプラットフォーム設立準備会を発足させた。蓄積型データ放送サービス、双方向サービスの「eサービス」の規格統一、事業検討を行った後、企画会社イー・ピー・エフ・ネット（ePF）および委託放送事業者のイー・ポート・チャンネル（現・SCサテライト放送）を設立。ePFは翌年事業会社に移行するとともにイーピー株式会社に改称した。このときソニーが株主から外れ、epサービスに関する特許も譲渡して撤退している
世界初の蓄積型放送サービス「ep蓄積サービス」（有料）を実施。しかし期待したほどの事業拡大を果たせず、2004年4月にサービスを終了、無料の2チャンネル（ep055ch、ep056ch）のみが残った。（現行の放送についてはSCサテライト放送を参照）
epサービスは専用の受信端末として「epステーション」を用いる。これは、60-80GBのHDD、56kbpsモデムなどを備えた110度CS/BSデジタル放送受信用のチューナである。HDDのうち20GBをショッピング、生活・地域情報、エンタテインメントなどの蓄積コンテンツの保存用に、残り容量は映像を記録するHDDビデオレコーダとして用いる。蓄積したデータと放送番組との連動・双方向機能を使うためにはISPとの契約が必須で、情報配信や通常のメールにも使うことができた。epステーションは松下電器・東芝・シャープ・日本ビクターの4機種が用意され、加入希望者は申し込み時に希望の機種を選択した。このうち日本ビクターモデルは松下電器のOEM供給品であり、外装は異なるものの基本機能は同一であった。
epステーションはサービス終了後も、HDDレコーダ付きチューナとして使用できるが、同社はアフターサービスの終了とともに購入価格の全額返金を実施した。東芝製機種はソフトウェアを変更した上でWOWOWのデジタル放送加入促進キャンペーン用チューナーとして転用された。

## 蓄積型放送
基本的には、デジタル放送で使用されるデータ放送と同様のBMLならびに蓄積放送向けの拡張規格が採用された。
そのため、データ放送のノウハウを持っているプロダクションであれば、蓄積放送のコンテンツを作成することはそれほど困難ではなかった。しかし、初期型のBSデジタル受信機をベースとして開発されたために処理速度が遅く、カーソルの移動さえ数秒かかることがあり、ある映像を見終わってから次の映像を見るために1分以上かかることも珍しくなかった。通常のBSデジタル放送を録画したものを見るためのプレイリストなどは同世代のDVDレコーダーと大差のない速度だったために、同じHDDに記録済みの映像なのにあまりの使い勝手の悪さから蓄積放送をほとんど見ないユーザーも多かった。
蓄積型放送には20GBの容量が割り当てられていたものの、1番組当たりの容量は少なく、映像はいずれもSDTVでDVD-Videoよりも劣るビットレートに設定しても長時間の収録が難しいために、充実したコンテンツ作りを行うにはあまりにも制約が大きすぎた。またコンテンツも総花的でジャンル数は多いが、特定の視聴層に向けたキラーコンテンツを用意できなかったと言う問題もあった。
2005年には、一般的なハードディスクレコーダーのHDD容量が平均500GBまで増加していたことを考えると、技術面の進歩に比べてサービスが取り残されて行ってしまった事実は否定できない。

## 沿革
- 2000年（平成12年）
  - 7月 - eプラットフォーム設立準備会発足。松下・東芝・ソニー・日立など14社が参加。
  - 11月13日 - 企画会社イー・ピー・エフ・ネット株式会社（ePF）設立。
- 2001年（平成13年）
  - 2月26日 - 委託放送事業者の株式会社イー・ポート・チャンネルを設立。資本金50億円、出資は前記4社含む10社。
  - 5月24日 - ePFが事業会社に移行し、商号をイーピー株式会社に変更。資本金52億円で、前記4社に加え放送事業者などコンテンツ提供側も含め30社が出資。なお翌年3月に168億円を増資するとともに株主は計49社に増えた。
  - 9月13日 - イー・ポート・チャンネルをイーピー放送株式会社に改称。
- 2002年（平成14年）
  - 4月1日 - 無料の ep055chおよびep056chで放送開始。
  - 7月1日 - 双方向蓄積型放送サービス「ep蓄積サービス」放送開始。メールサービス開始。
- 2004年（平成16年）
  - 4月1日 - ep蓄積サービスおよびメールサービスを終了。
  - 9月 - ep055chおよびep056chが放送を休止（この時点でイーピー株式会社のプラットフォーム事業終了）。
  - 12月 - ep055ch、ハイビジョン放送を行うチャンネルとして放送再開。
- 2007年（平成19年）
  - 3月 - イーピー放送がジュピターTVの子会社となる。
  - 4月 - ep055ch、イーピー放送運営でのハイビジョンチャンネルを終了。ショップチャンネルのハイビジョン放送チャンネルへ変更。
  - 7月 - イーピー放送、ジュピターTVがジュピターTVとSCメディアコムに会社分割したのに伴い、SCメディアコム（住友商事の完全子会社）の連結子会社となる。
  - 10月 - イーピー放送をSCサテライト放送株式会社へ改称。チャンネル名称もep055chからショップチャンネルへ変更。

## 番組
- 欧州 音楽の旅路～クラシック名曲特選
- 5.1chサラウンド番組
- 日本の神社と祭礼
- ハッピー・リタイアメント
- 美悠紀行 ～鉄道沿線探勝ロマン～
- 城と桜　武士の魂
- 心と技の日本遺産
- Let's Shop
- リビング・ランドスケープ
- Fantastic Festival
- The Empire's New Clothes
- The International Tokyo Motor Show
- いつか行く旅
- 家電Style
- ベネズエラ不思議紀行
- 美味な風景
- ステディ・ポイント
- ビキニ・デスティネーション!ザ・ワイルド・サイド!
- ハイビジョン番組
- Good-Night TOKYO
- ニッポンの美食 寿司をめぐる冒険
- ヨーロッパ列車紀行～男の時刻表
- 世界の鉄道 ｢WORLD CLASS TRAINS｣
- 世界の鉄道 Tracks Ahead
- 韓流熱風
- 世界より道紀行
- オルカの家族たち
- Soul Healing　極彩の美ハワイ
- That's Bollywood! インド映画特集!
- カナダの中央大平原 マニトバ・サスカチュワンに見る自然との共生
- Music Profile
- ファッションショー　FRONT ROW
- Energy to the People（ドキュメンタリー番組）
- AsianView
- Get Out!
- スマート・トラベル
- ウィークエンド・エクスプローラー
- 昆虫シリーズ
- Across America
- 日本の色彩 -Colors of Japan-
- STEP BY STEP
- ep channel ID
- YOSHIMOTO SMILE TV